# Myrmoteras arcoelinae
Myrmoteras arcoelinae är en myrart som beskrevs av Agosti 1992. Myrmoteras arcoelinae ingår i släktet Myrmoteras och familjen myror. Inga underarter finns listade i Catalogue of Life.